# Can Floriant
Can Floriant és una obra de Begur (Baix Empordà) inclosa a l'Inventari del Patrimoni Arquitectònic de Catalunya.

## Descripció
Edifici de planta rectangular (el nucli) amb un cos afegit a l'esquerra (on se situa el menjador-estar). La façana principal del nucli està envoltada d'un porxo de pilars rectangulars que permet que a sota s'hi fiquin les barques (tres obertures de llinda planera). El porxo segueix la composició de les obertures de la part baixa, i té la barana de ceràmica calada, que es repeteix en planta superior i unifica els dos cossos, mitjançant una terrassa on hi aboquen les estances de la planta superior. A la casa s'hi accedeix per la part dreta, donat el porxo.
El teulat és a dues aigües.
La casa està arrecerada a la muntanya i orientada a S.
Pintada de blanc menys la planta baixa.

## Història
Antigament eren dues barraques de pescadors, que el 1920 fou comprada pels seus antecessors, unificada i modificada.